# Nicolás Fuentes
Nicolás Fuentes (Mollendo, Província d'Islay, Perú, 20 de desembre de 1941 - Callao, Província Constitucional del Callao, Perú, 28 d'octubre de 2015) va ser un futbolista peruà. Jugava en la posició de lateral esquerre, i és considerat el millor futbolista peruà en aquesta posició.

## Trajectòria
Nicolás Fuentes Zegarra va néixer el 20 de desembre de 1941 a la ciutat de Mollendo. Jugava de marcador de punta esquerra. Va començar en les divisions inferiors del Sport Boys, posteriorment va debutar en l'Atlético Chalaco, jugant de punter esquerre. Després va passar a Universitario de Deportes, sol·licitat per Marcos Calderón. Va destacar en els campionats nacionals i en la Copa Libertadores d'Amèrica. Va formar en aquest equip una de les recordades i eficients rereguardes del futbol peruà al costat de Luis La Fuente, Héctor Chumpitaz i José Fernández.

## Internacional
Va ser internacional amb la selecció de futbol del Perú en 17 ocasions. Va debutar el 3 d'abril de 1965, en una trobada amistosa davant la selecció de Paraguai que va finalitzar amb marcador 1-0 a favor dels paraguaians. Va participar en les eliminatòries de la Copa Mundial de Futbol de 1966 i de 1970. Va participar en la Copa Mundial de 1970, erigint-se com una destacada figura de la defensa de l'esquadra peruana amb Héctor Chumpitaz i Orlando de la Torre. El seu últim partit amb la selecció el va disputar el 27 de juliol de 1971 en l'empat 0-0 davant Paraguai.

### Participacions en Copes del Món
| Mundial                        | Seu   | Resultat        |
| ------------------------------ | ----- | --------------- |
| Copa Mundial de Futbol de 1970 | Mèxic | Quarts de final |

## Clubs
| Club                      | País | Any         |
| ------------------------- | ---- | ----------- |
| Atlético Chalaco          | Perú | 1961 - 1963 |
| Universitario de Deportes | Perú | 1964 - 1970 |
| Defensor Lima             | Perú | 1971 - 1972 |
| Atlético Chalaco          | Perú | 1973        |
| Sporting Cristal          | Perú | 1974        |

## Palmarès

### Campionats nacionals
| Títol                    | Club                      | País | Any  |
| ------------------------ | ------------------------- | ---- | ---- |
| Primera Divisió del Perú | Universitario de Deportes | Perú | 1964 |
| Primera Divisió del Perú | Universitario de Deportes | Perú | 1966 |
| Primera Divisió del Perú | Universitario de Deportes | Perú | 1967 |
| Primera Divisió del Perú | Universitario de Deportes | Perú | 1969 |